# Antoni Grabowski
Antoni Grabowski (Nowe Dobre, 15 giugno 1857 – Varsavia, 4 luglio 1921) è stato un ingegnere, scrittore ed esperantista polacco.
Attivista del primo movimento esperantista, le sue traduzioni ebbero un impatto influente sullo sviluppo dell'esperanto come lingua letteraria.

## Biografia

### Educazione e carriera
Poco dopo la sua nascita, la famiglia traslocò da Nowe Dobre a Toruń, in una famiglia povera, e per questo Grabowski dovette iniziare a lavorare appena finita la scuola elementare.
Nonostante questo ostacolo, spinto dalla sua bramosia di sapere, si preparò per l'esame d'ammissione per il liceo, nel quale ottenne un notevole risultato. Al liceo "Niccolò Copernico" di Toruń dimostrò conoscenze molto superiori a quelli dei suoi coetanei, e per due volte fu promosso fuori turno.
Poco dopo il suo esame di maturità, nel settembre 1879, la situazione economica della famiglia migliorò, e Grabowski poté studiare filosofia e scienze naturali all'università di Breslavia. Successivamente lavorò come ingegnere chimico a Zawiercie e in alcune località che ora fanno parte della Repubblica Ceca. Più tardi divenne direttore di una fabbrica tessile a Ivanovo-Vosnjesensk, città russa 250 km a nord-est di Mosca.
In questo periodo fece approfondite ricerche su problemi di chimica. Grazie alle sue molte invenzioni, divenne noto fra gli esperti in tutta Europa. Pubblicò numerosi articoli professionali, e descrisse le sue invenzioni nelle riviste "Chemik Polski", "Przegląd Techniczny" e in diverse altre.
Tradusse dall'inglese al polacco un eminente libro di chimica di Ira Remsen, e successivamente divenne membro di un comitato per elaborazione della terminologia tecnica polacca. Pochi anni dopo venne pubblicato il suo "Słownik chemiczny", primo dizionario polacco della chimica.

### L'esperanto e la letteratura
Già come studente, Antoni Grabowski sviluppò un profondo interesse per la letteratura, divenendo membro della Società Letteraria Slava (Towarzystwo Literacko-Słowianskie). Ma la sua ambizione non si limitava alla lingua ed alla letteratura polacca; una dopo l'altra imparò un numero considerevole di lingue e divenne un vero poliglotta. Più tardi arrivò a conoscere, oltre alla lingua materna, nove altri idiomi, e a capire per lo meno altri quindici.
Con questi presupposti, non sorprende che lo studente Grabowski si interessasse anche all'idea di una lingua ausiliaria internazionale.
In quel tempo per questa espressione s'intendeva il Volapük, un altro linguaggio studiato da Grabowski. Tuttavia, visitando il pastore Johann Martin Schleyer, autore del progetto, constatò che nemmeno questi era in grado di parlare la sua lingua correntemente, che quindi, ovviamente, non si dimostrava appropriata all'impiego pratico e quotidiano. I due finirono per conversare in tedesco.
Dopo questa delusione Grabowski smise di occuparsi del Volapük, pure non abbandonando l'idea di una lingua pianificata internazionale.
Nel 1887 comprò il libro Dr. Esperanto. Lingua Internazionale. Prefazione e corso completi, appena uscito, nel quale Ludwik Lejzer Zamenhof presentava il suo progetto linguistico, poi noto sotto il nome esperanto. Studiò il libro e fu subito impressionato dalla lingua, grazie alla sua struttura trasparente ed alla sua espressività raggiungibile in un tempo sorprendentemente breve; si recò a Varsavia per vedere Zamenhof, e quel giorno fra loro si realizzò la prima conversazione in esperanto.
Come Zamenhof, Grabowski era ben cosciente dell'influsso della letteratura nell'evoluzione delle lingue, tanto più dell'esperanto, che allora era a metà strada tra progetto linguistico e lingua di piena capacità in tutti i campi della vita. Grabowski si mise al lavoro subito: nel 1888 uscì la sua traduzione di La neĝa blovado (La bufera di neve) di Aleksandr Puškin. Nel 1889 segue La gefratoj (I fratelli) di Johann Wolfgang von Goethe.
Nei primi anni 1890, Grabowski era deluso dai modesti progressi della diffusione dell'esperanto. Credendo che la colpa fosse delle imperfezioni della lingua, propose delle riforme; elaborò egli stesso un proprio progetto di lingua pianificata, ma nella votazione del 1894 votò contro le riforme, e aderì da allora alla base della lingua, il cosiddetto Fundamento de Esperanto.
Quando nel 1904 si fondò la Società Esperantista di Varsavia, Grabowski ne fu il primo presidente, e restò in carica per molti anni, anche dopo la trasformazione dell'organizzazione nella Società Polacca di Esperanto, nel 1908. Nello stesso anno, divenne direttore della sezione di grammatica dell'Accademia di Esperanto (Akademio de Esperanto). Pubblicò articoli sull'esperanto, fece conferenze, organizzò corsi.
Negli anni 1908 a 1914 Grabowski fu il primo a guidare corsi di esperanto in parecchie scuole di Varsavia. In un articolo del 1908 accennò al valore propedeutico dell'esperanto. Dimostrò con esempi concreti in che misura lo studio dell'esperanto aiuti per imparare il francese ed il latino (fatto molto sorprendente per il pubblico di allora).
L'antologia Dal Parnaso dei Popoli (El Parnaso de Popoloj) che pubblicò nel 1913 è una collezione di 116 poemi di 30 lingue e culture diversi. Sei poemi furono composti originalmente in esperanto, gli altri 110 furono tradotti.
Durante la prima guerra mondiale, Grabowski, malato, restò a Varsavia, separato dagli altri membri della sua famiglia, fuggiti in Russia. In questa solitudine tradusse l'epopea nazionale polacca Pan Tadeusz (Signor Taddeo) di Adam Mickiewicz. La riprodusse in piena fedeltà alla forma, provando le possibilità latenti della lingua. In questo modo diede impulsi importantissimi all'evoluzione della poesia dell'esperanto.
Dopo la morte di Zamenhof, nel 1917 Grabowski divenne ancora più solitario, e sempre più soffrì della sua affezione cardiaca, non potendo permettersi le cure adeguate per problemi economici. Al ritorno della sua famiglia, dopo la fine della guerra, il suo corpo era ormai allo stremo. Tuttavia, si dedicò al lavoro per l'esperanto fino alla sua morte, avvenuta per un attacco al cuore nel 1921.

## Opere

### Poesia originale
- La reveno de l'filo (Il ritorno del figlio)
- Sur unu kordo Archiviato il 27 aprile 2005 in Internet Archive. (A una sola corda)
- La pluva tago Archiviato il 23 maggio 2005 in Internet Archive. (La giornata piogginosa)
- Al la semanto (Al seminatore)
- Jubilea kantato (Inno al giubileo)
- Saluto el Varsovio (Saluti da Varsavia)

### Antologie (traduzioni ed originali)
- La liro de la esperantistoj - Collezione di poesia - 1893
- El Parnaso de Popoloj -  Collezione di poesia - 1913

### Traduzioni
- La Gefratoj di Johann Wolfgang von Goethe - 1889
- Mazepa, dramma di Juliusz Słowacki
- Halka, opera di Stanisław Moniuszko
- Sinjoro Tadeo, di Adam Mickiewicz
- La neĝa blovado, di Aleksandr Pushkin - 1888
- En Svisujo di Juliusz Słowacki
- Ŝi la Tria di Henryk Sienkiewicz
- Pekoj de Infaneco di Bolesław Prus
- Consilium Facultatis di Fredo

### Altre
- Kondukanto internacia de l'interparolado (guida internazionale di conversazione)
- Granda Vortaro Pola-E kaj E-Pola (dizionario polacco-Esperanto)

### Articoli
- Esperanto kiel propedeŭtiko de lingvoj, Pola Esperantisto, 1908 (l'Esperanto e la propedeutica delle lingue)